# دلال خليل الصفدي
دلال خليل الصفدي (1898 - 4 فبراير 1976)، كاتبة ومترجمة لبنانية. تعتبر رائدة في نوع القصة القصيرة بين نساء الشرق الأوسط، وكانت أول امرأة تنشر مجموعة قصص قصيرة في العراق.

## النشأة والتعليم
ولدت دلال خليل الصفدي عام 1898 في بيروت، لبنان. تلقت تعليمها في بيت لحم وفي كلية البنات بالجامعة الأمريكية في بيروت.

## بدايات مسيرتها
في بدايات مسيرتها، عملت الصفدي كمدرسة لمواد اللغة العربية والتاريخ واللغة الإنجليزية في لبنان والعراق والناصرة. بصفتها مسيحية متدينة، تم إدراجها في صفوف مدرسة إرسالية مشيخية في بغداد. بدأت أيضًا العمل كمترجمة، حيث ترجمت الأعمال الأدبية من اللغة الإنجليزية للعربية ونشرت ترجماتها في مجلة العرفان حوالي عام 1932.
في عام 1935، نشرت مجموعة القصص القصيرة «حوادث وعبر» في لبنان. ثم في عام 1937، صدرت المجموعة في صورة ورقية عن مطبعة الرأي في النجف، مما جعلها أول امرأة تنشر مجموعة قصصية في العراق.
في حين تعتبر الصفدي كاتبة رائدة في مجال القصة القصيرة في لبنان والعراق، يرى الناقد عمر محمد طالب أن قصصها يجب أن تصنف على أنها حكايات تعليمية وليست خيالية، وتستخدم تلك الحكايات «لغة خطابية ونبرة مدوية للوعظ لأخواتها وتشجيعهن على التمسك بالفضيلة والأخلاق والتعاليم الدينية». وتروي الصفدي وفقا لطالب «قصص المصائر البائسة التي هي نهاية النساء المنحرفات».

## الهجرة إلى الولايات المتحدة
في أواخر الثلاثينيات، في سن الثامنة والثلاثين، هاجرت الصفدي إلى الولايات المتحدة، واستقرت في منطقة ديترويت حيث عاشت أختها. هناك، درست علم الاجتماع في جامعة ولاية ميشيغان، وتخرجت بدرجة الماجستير في عام 1948، وبعد ذلك بحثت في مجال رعاية الطفل في ديترويت. كما قامت بتدريس اللغة العربية في كل من جامعة ولاية ميشيغان وجامعة وين ستيت.
أثناء إقامتها في ميشيغان، نشرت مجلة شهرية ثنائية اللغة عربية-إنجليزية باسم «صدى الشرق»، من عام 1946 إلى عام 1948. قدمت المجلة أخبارًا وثقافة ونصائح منزلية لجمهور من القراء العرب في الولايات المتحدة وعبر الحدود في كندا.
بعد 15 عامًا في لانسينغ، انتقلت الصفدي إلى واشنطن العاصمة في عام 1950، بعد أن قبلت وظيفة مراقبة وترجمة الأخبار الدولية لوزارة الدفاع الأمريكية. في عام 1954، أصدرت كتابًا عن الأمثال العربية والأغاني مترجمة إلى اللغة الإنجليزية باسم "ألف مثل ومثل (A Thousand and One Arabic Proverbs)، ونشر في بيروت. في هذه الفترة، كتبت أيضًا مجموعة شهيرة من الوصفات اللبنانية السورية، في البداية بالتعاون مع ناشر في واشنطن، ولكن أعيد نشرها لاحقًا في ديترويت وبيروت وشيربروك.

## السنوات اللاحقة في كندا
أثناء إقامتها في واشنطن، تعرفت الصفدي على صاحب متجر لبناني للبضائع في كوتيكوك، كيبيك، يُدعى مايكل إلياس، وبعد مدة وافقت على الزواج منه، وفي عام 1961 تزوجا وهاجرت إلى كندا. وهناك كتبت كتاب أربعون قصة حقيقية واقعية، الذي يستند إلى تجربتها كفتاة عاشت في الشرق الأوسط. وصدر عن مطبعة «الأمريكية» بكندا عام 1965.
بعد وفاة إلياس حوالي عام 1968، انتقلت إلى وندسور، أونتاريو، لتكون قريبة من دائرة معارفها في ميشيغان بينما تظل في كندا. عاشت هناك لمدة تسع سنوات، حتى وفاتها عام 1976 عن عمر يناهز 86 عامًا.

## المؤلفات
- ألف مثل ومثل، بيروت، 1954.[17]
- كتاب الطبخ: مائة وصفة من أكلات شرقية (لبنانية- سورية)، 1950.[18]
- حوادث وعبر، 1935.[19]
- الأساس: طريقة مبتكرة لتدريس اللغة العربية، ديترويت، 1946.[20]
- الشخصية، ديترويت، 1948.[21]
- كتاب الأغاني العربية: الكلمات مكتوبة باللغتين العربية والإنجليزية، 1947.[22]